# Tuza-Ritter Bernadett
Tuza-Ritter Bernadett (1981 – ) magyar  dokumentumfilm-rendező művész, film- és televíziós vágó, mentálhigiénés szakember. Első egész estés kreatív dokumentumfilmje, az Egy nő fogságban 2018-ban meghívást kapott a Sundance Filmfesztivál versenyprogramjába, ugyanabban az évben számos fesztiváldíj mellett Magyar Filmdíjat nyert, az Európai Filmakadémia pedig a legjobb dokumentumfilm díjra jelölte.

## Életpályája
2006-tól 2009-ig a Színház- és Filmművészeti Egyetem film- és televíziós vágó szakos hallgatója volt Sellő Hajnal osztályában, majd 2014 és 2016 között dokumentumfilm-rendező mesterképzésen vett részt Almási Tamás és Kékesi Attila osztályában.
2006-tól vágóként és szkriptesként dolgozott, számos kisjátékfilm és dokumentumfilm mellett olyan nagyjátékfilmek és televíziós sorozatok készítésében vett részt, mint a Delta, Valami Amerika 2., Aglaja, Nejem, nőm, csajom, Terápia, Hacktion és a Dumapárbaj. .
Tuza-Ritter Bernadett tagja az Európai Filmakadémiának (EFA), a Magyar Filmakadémiának (MFA), valamint a Magyar Film- és Videóvágók Egyesületének (HSE).

## Munkássága
2013-ban rendezőként vett részt a Cinetrain – Russian Winter elnevezésű projektben 14 ország 21 filmesével együtt. Egy hónap alatt tízezer kilométert utaztak a Transzszibériai vasútvonalon, hogy közben megadott témákat érintve (tél, nők, vodka, medvék, orosz lélek...) emberekkel beszélgessenek el, s megértsék, milyen is az orosz emberek önmagukról kialakított képe. A projekt címe Alekszandr Medvedkin előtt tiszteleg, aki 1932-ben „mozivonatjával” utazta be a Szovjetuniót, hogy filmen örökítse meg a szocialista társadalom változásokon áteső dolgozó népét; ám a nagy álom végül is szertefoszlott, mintha csak az orosz tél fújta volna el. Tuza-Ritter ezen az utazáson dolgozta fel Ludmilla Troickaja hányatott sorsát, aki valaha arról álmodott, hogy táncosnő lesz, de a szovjet éra alatt darukezelőként kellett dolgoznia, húsz év óta pedig havonta négyszer teszi meg vonattal a Moszkva és Tomszk közötti közel 3000 km-es távolságot, takarítónőként. Az elkészült anyagot beszerkesztették az egész estés dokumentumfilmbe, a rendezőnő pedig egy 14 perces kisfilmet készített belőle Just the Way It Is... címmel. Ludmilla monoton, a napi rutinmunkákban felőrlődő, félresiklott életét érzékletesen mutatja be, anélkül, hogy szánalmat próbálna ébreszteni a főhős iránt.
A dokumentumfilmes mesterképzés felvételi filmnél 5 percben kellett bemutatnia egy ember napját. Eszébe jutott egy régebben megismert, barázdált arcú ötven éves, de jóval idősebbnek kinéző nő, aki "szolgálóként" dolgozott egy budapesti családnál. A forgatás során kiderült, sokkal tragikusabb történetről van szó: Editet (a filmben Maris) modern kori rabszolgaként dolgoztatják. Rendszeresen visszatérve a főhőshöz, másfél évig, a nő szökéséig forgatott és készítette el 2017-ben Egy nő fogságban című 89 perces dokumentumfilmjét. Az addig egyedül dolgozó rendező a projekt vége felé producerekkel lépett kapcsolatba, akikkel stábot építettek és workshopokra pályáztak, majd egy német produkciós cég bevonásával a nemzetközi színtérre is kiléptek. Az alkotás ősbemutatója az Amszterdami Nemzetközi Dokumentumfilm-fesztiválon (IDFA) volt, 2018 elején pedig meghívást kapott – első egész estés magyar filmként – a Sundance Filmfesztivál programjába. A Magyar Filmdíjas mű fesztiválok sorát járta meg sikerrel, s jelölték a legjobb dokumentumfilm díjra. A The Why Fondation beválasztotta az alkotást a Why Slavery? elnevezésű világméretű kampányának filmjei közé, melyekkel a demokrácia, az igazságosság és az jogegyenlőség érvényesítéséért küzd. Az Európai Filmakadémia 2018-ban saját kategóriájában Európai Filmdíjra jelölte.

## Filmjei

### Rendezőként
- 2013 – Just the Way It Is... (rövid dokumentumfilm)
- 2014 – Cinetrain: Russian Winter (dokumentumfilm)
- 2017 – Egy nő fogságban (dokumentumfilm)

| - 2006 – Valami szépet (kisjátékfilm) - 2007 – Experidance: The Legend of Dance (televíziós sorozat) - 2007 – Kócos (kisjátékfilm) - 2007 – Szerafina (kisjátékfilm) - 2008 – Csavargó (kisjátékfilm) - 2009 – Óra (kisjátékfilm) - 2009 – Variációk (kisjátékfilm) - 2010 – 3 esküvő (televíziós dokumentumsorozat 3 epizódja) - 2010 – Grown Ups (kisjátékfilm) - 2010 – Nulladik találkozás (kisjátékfilm) - 2012 – Aglaja - 2012 – Bianka (kisjátékfilm) - 2012 – Együtt (kisjátékfilm) - 2012 – Nejem, nőm, csajom - 2012 – Turiszt (kisjátékfilm) - 2013 – Harmadnapon (kisjátékfilm) - 2013 – Just the Way It Is... (rövid dokumentumfilm) - 2013 – Prágai hétvége (kisjátékfilm) - 2013 – Saint Petersburg - 2015 – Dumapárbaj - 2015 – Seb (dokumentumfilm) - 2017 – Víziváros (kisjátékfilm) - 2017 – Razbudi menja (Разбуди Меня) | - 2007 – Az elsőszülött (kisjátékfilm) (szkriptfelügyelő) - 2008 – Csavargó (kisjátékfilm) (szkriptfelügyelő) - 2008 – Delta (szkriptes) - 2008 – Ebéd (kisjátékfilm) (szkriptes) - 2008 – Pánik (szkriptes) - 2008 – Valami Amerika 2. (ügyelő) - 2009 – Apaföld (szkriptes) - 2009 – HVG30 (kisfilm) (szkriptfelügyelő) - 2009 – Fordítva (kisjátékfilm) (szkriptes) - 2009 – Londoni Au Pair (kisjátékfilm) (szkriptfelügyelő) - 2009 – Pinprick (szkriptes) - 2010 – Nulladik találkozás (kisjátékfilm) (szkriptfelügyelő) - 2010 – Tiszta kézzel (kisjátékfilm) (szkriptfelügyelő) - 2011 – Átok (szkriptfelügyelő – 7 epizód) - 2011 – Fla5h (szkriptfelügyelő – 6 epizód) - 2011 – Tune (kisjátékfilm) (szkriptfelügyelő) - 2012 – Nejem, nőm, csajom (szkriptfelügyelő) - 2012 – Terápia (adatmentő – 6 epizód) - 2013 – A játék (kisjátékfilm) (szkriptfelügyelő) - 2013 – Hacktion (szkriptfelügyelő – 6 epizód) - 2014 – Délibáb (szkriptfelügyelő) - 2015 – Szerdai gyerek (szkriptfelügyelő) |

## Díjak
- Legjobb rendezés – goEast Közép- és Kelet-európai Filmfesztivál, Wiesbaden (Egy nő fogságban)[9] (2018)
- Legjobb dokumentumfilm - Hungarian Film Critics Award 2018
- Legjobb dokumentumfilm - Boston Global Cinema Film Festival 2018
- Objectif de Bronze, Best Film for Human Rights - Millennium Film Festival Brussels 2018 - * Hungarian Film Award 2018 - Best Documentary
- Különdíj - ZagrebDox 2018 - Special Mention
- Zsűri nagydíja - Ismailia International Film Festival, Egypt 2018
- Legjobb rendező - GoEast 2018, Wiesbaden
- FIPRESCI díj - GoEast 2018, Wiesbaden
- Közönségdíj - International Women Film Festival 2018 Cologne, Germany
- Legjobb dokumentumfilm - CROSSING EUROPE LINZ Social Awareness, Austria
- Legjobb dokumentumfilm - Mediawave 2018, Hungarian Competition
- Legjobb Film - CivilDOC Competition - CinéDOC-Tbilisi, Georgia
- Amnesty International Különdíj - Millennium Docs against Gravity, Poland
- Zsűri Különdíja - Sheffield DocFest 2018
- Emberjogi díj - DokuFest Kosovo 2018
- Legjobb dokumentumfilm - IFF Message to Man 2018, Russia
- Diákzsűri Díja - IFF Message to Man 2018, Russia
- Legjobb dokumentumfilm - Aljazeera Balkan Documentary Film Festival, Sarajevo
- Golden Athena Award, Legjobb dokumentumfilm - Athens International Film Festival, Greece
- Legjobb dokumentumfilm - Hot Springs, USA
- Művészeti Akadémia Díja - MAFSZ / Award of the Hungarian Academy of Arts
- Diákzsűri Díja - Frontdoc Italy
- Magyar Közönségdíj - Verzió Filmfesztivál / Hungarian Audience Award
- Legjobb dokumentumfilm - Los Angeles Hungarian Film Festival, USA
- Közönségdíj - Peloponnesos International Documentary Festival - Audience Award
- Diploma for outstanding achievement - Minsk International Film Festival, Listapad
- Amnesty International Díja, Slovenia Human Rights Film Award - Festival of Documentary Film, Ljubljana
- Legjobb dokumentumfilm - One World Romania Film Festival, 2019 - Grand Prix for the Best Film
- Legjobb Filmzene - Festival International Du Film D’Aubagne 2019 - Grand Prix for Best Original Score
- Legjobb dokumentumfilm - Ljubljana Documentary Film Festival
- Legjobb dokumentumfilm - Faroe Islands International Minority Film Festival, 2019